# Cadillac Fleetwood
O Cadillac Fleetwood é um automóvel sedan de grande porte da Cadillac.

## Galeria
- Primeira geração (1985-1993)
- Segunda geração (1993-1996)